# Strandkornlöpare
Strandkornlöpare (Amara famelica) är en skalbaggsart som beskrevs av Zimmermann 1832. Strandkornlöpare ingår i släktet Amara, och familjen jordlöpare. Arten är reproducerande i Sverige.